# Wildcard (sport)
In de sport spreekt men van een wildcard als in een sportevenement, waarvoor bepaalde selectiecriteria gelden, een speler of een team kan worden uitgenodigd door de organisatie terwijl deze niet aan de selectiecriteria voldoet. Redenen waarom een wildcard aan een bepaalde speler of team wordt gegeven, kunnen bijvoorbeeld zijn:
- titelverdediger;
- sterke speler of een sterk team die om enigerlei reden niet aan de selectiewedstrijden heeft meegedaan;
- speler/team die afkomstig is uit stad, regio of land waar het evenement wordt georganiseerd;
- speler/team die populair is bij het publiek;
- speler/team die van iets lager niveau is dan de rest van de deelnemers, maar snel beter wordt of anderszins veelbelovend is;
- speler die na een langdurige blessure terugkeert.

## Bijzondere gevallen
- In 2001 kreeg de Kroatische tennisser Goran Ivanišević een wildcard voor het herenenkelspel van Wimbledon. Hij wist vervolgens het toernooi te winnen.
- In 2009 deed de Belgische Kim Clijsters dit kunstje op een ander grandslamtoernooi na, ze won de titel op het US Open met een wildcard.